# بني سويد (مناخة)

تعديل مصدري - تعديل

بني سويد هي إحدى قرى عزلة بني خطاب بمديرية مناخة التابعة لمحافظة صنعاء، بلغ تعداد سكانها 119 نسمة حسب تعداد اليمن لعام 2004.